# Jean Victor Herran
Jean Victor Herran Houyou (* 30. Mai 1803 in Mourenx; † 8. Januar 1887 in Paris) war ein honduranischer Diplomat.

## Leben
Jean Victor Herran war der Sohn Madeleine Houyou (* 1765; † 1833) und Pierre Herran (* 1755; † 1832), eines wohlhabenden Bürgermeisters. Er studierte in Oloron-Sainte-Marie und in Bordeaux Chemie und Botanik. In Paris studierte er Mineralogie, Zoologie und Medizin.
Ab 1822 praktizierte er als Arzt in Cartagena (Kolumbien). Ab 1830 war er Amtsarzt in Santiago de Veraguas, das damals noch zu Kolumbien gehörte, und heiratete Joséfa Ramona López de Aroséména (* 1813 in Santiago de Veraguas). Vom 9. Juli bis 28. August 1831 hatte sich ein Estado Libre del Istmo (Panama) von Großkolumbien unter Oberst Juan Eligio Alzuru (* 1791 Venezuela; † 28. August 1831) separiert. Herrán leitet medizinische Versorgung im Separatistenheer. Der Versuch der Separation wurde mit einem Heer von 700 Mann unter Oberst Tomás Herrera vereitelt.
Herrán migrierte 1832 nach Costa Rica und suchte dort nach Heilungsmethoden der Leishmaniose. 1836 migrierte er in das Departamento San Miguel (El Salvador), das von der Cholera heimgesucht war.
Im Jahr 1840 wurde das Heer von José Francisco Morazán Quezada in Guatemala geschlagen und Morazán gefangen genommen. Morazán konnte mit Gefolge in das Departamento La Libertad entweichen und flüchtete in das Departamento La Unión, wo Herran zwei Boote erwarb, in welchen Morázan mit Gefolge auf die Isla del Tigre im Golf von Fonseca flüchtete. Für diese Fluchthilfe wurde Herrán zum Erschießen verurteilt, konnte aber sein Vorgehen gegenüber dem Oberbefehlshaber rechtfertigen und wurde in Haft genommen, aus der er bei einem Gefangenenaufstand entwich.
Im Jahr 1841 gründete er in Bordeaux eine Reederei, welche erfolgreich den Seeweg nach Zentralamerika befuhr. Ab 1850 leitete er in Costa Rica die Konsularabteilung, bis 1854 die Legislativversammlung von Costa Rica ein Gesetz erließ, welches die außenpolitische Vertretung costa-ricensischen Staatsbürgern vorbehielt. 1854 vertrat er die diplomatischen Interessen von El Salvador.
1855 wurde er von José Santos Guardiola als Ministre plénipotentiaire nach Paris entsandt, um mit der Regierung von Napoleon III. ein Handelsabkommen zu verhandeln. Anschließend wurde er mit León Alvarado und Carlos Gutiérrez zu den Verhandlungen zur Finanzierung des Baus einer interozeanischen Eisenbahn nach London entsandt.
Unter der Regierung von Marco Aurelio Soto wurde er mit seinem Schwiegersohn Eugène Pelletier, dem honduranischen Generalkonsul in Paris, auf Betreiben der Honduras Interoceanic Railway Company, Limited, unter dem Vorwurf des Missmanagements von seinen Aufgaben entbunden.
Im Jahr 1872 erwarb er von Graf von Gennes, Großonkel von Pierre-Gilles de Gennes, das Château Beaumont.

## Veröffentlichungen
- Le chemin de fer inter-océanique du Honduras. Étude sur l’avenir commercial et industriel de l’Amérique centrale.
- Honduras-Eisenbahn zur Verbindung des atlantischen Oceans mit dem stillen Meere: Studien über die commercielle und industrielle Zukunft von Central-Amerika, 1869.